# Pokolj vukovarske djece
Pokolj vukovarske djece ili 40 zaklanih srpskih beba nazivi su za poznat slučaj lažnih vijesti i namjernog širenja dezinformacija srpskih medija za vrijeme Domovinskog rata.
Dana 20. studenoga 1991., dva dana nakon pada Vukovara, međunarodna novinska agencija Reuters izvijestila je kako je tijekom bitke za Vukovar ubijena 41 srpska beba. U izvještaju je citiran honorarni fotograf s tog područja koji je ustupio slike Reutersu, a za Reuters i Radio-televiziju Srbije (RTS) izjavio je da je vidio i prebrojao tijelo 41 djeteta u dobi od pet do sedam godina te da su zaklana u školi u Borovu Naselju. Dodao je kako su mu pripadnici Jugoslavenske vojske rekli da je riječ o »srpskoj djeci koju su ubili hrvatski vojnici«.
Iako je agencija Reuters odmah dan poslije povukla izvještaj nakon što je fotograf sam priznao da uopće nije vidio, a kamoli prebrojao tijela, vijest je već dospjela na brojne naslovnice u Srbiji, gdje se njome promovirao »značaj obrane srpskih ognjišta« u Hrvatskoj.
Jugoslavenska narodna armija (JNA) opovrgnula je priču, a Radio-televizija Srbije također je bila prisiljena ispričati se i izjavila je da je njezin svjedok »halucinirao«. Usprkos tomu, na naslovnici beogradskog dnevnog lista Politika od 22. studenoga i dalje se promovirala ta priča, no u izdanju od 23. studenoga list je objavio kraći demanti.
Širokim srpskim medijskim praćenjem nepotvrđene i neistinite priče nastavljena je tadašnja praksa lažnog predstavljanja hrvatskog naroda kao inherentno zločinačkog i genocidnog.
Te su dezinformacije i propagandne vijesti potaknule odmazde, među kojima je i pokolj na Ovčari, počinjen u noći s 20. na 21. studenoga 1991., u kojem su srpske snage pogubile između 255 i 264 hrvatskih civila i ratnih zarobljenika, većinom pacijenata vukovarske bolnice. Vesna Bosanac, ravnateljica i doktorica vukovarske bolnice iz koje su žrtve odvedene, izjavila je kao svjedokinja na haaškim suđenjima Slavku Dokmanoviću i Slobodanu Miloševiću u veljači 1998. da smatra kako je priča o zaklanim bebama namjerno objavljena kako bi se srpski nacionalisti potaknuli na odmazdu i pogubljenje Hrvata.